# Coleophora hemerobiola
Coleophora hemerobiola é uma espécie de mariposa do gênero Coleophora pertencente à família Coleophoridae.